# Ha-Kol
ha-Kol (hebrejsky: הקול, doslova Hlas) byl hebrejský psaný deník vycházející v Izraeli od roku 1948.
Byl založen roku 1948. Za vznikem deníku stála ultraortodoxní náboženská strana Agudat Jisra'el. Podle jiného zdroje byl deník provozován stranou Po'alej Agudat Jisra'el. Ta tehdy v souladu s dobovým trendem v Izraeli, kde každá politická formace provozovala svůj stranický list, vydávala dva deníky. V Jeruzalémě ha-Kol, v Tel Avivu Še'arim. Ha-Kol zanikl, ještě dle stavu k roku 1964 ale byl vydáván.